# Chagres (distrito)
Chagres é um distrito da província de Colón, Panamá. Possui uma área de 445,60 km² e uma população de 9.191 habitantes (censo 2000), perfazendo uma densidade demográfica de 20,63 hab./km². Sua capital é a cidade de Nuevo Chagres.